# هينديرستوك
هينديرستوك (بالإنجليزية: Hienderstock)‏ هو أحد جبال سلسلة جبال الألب البرنية وجزء من القمة الأم فينستيرارون يقع في كانتون برن، سويسرا. يبلغ ارتفاع الجبل حوالي 3307 متر، بينما يبلغ ارتفاع نتوء الجبل 207 متر.